# Cikó
Cikó là một thị trấn thuộc hạt Tolna, Hungary. Thị trấn này có diện tích 19,86 km², dân số năm 2010 là 865 người, mật độ 44 người/km².